# Welgelegen (Ouddorp)

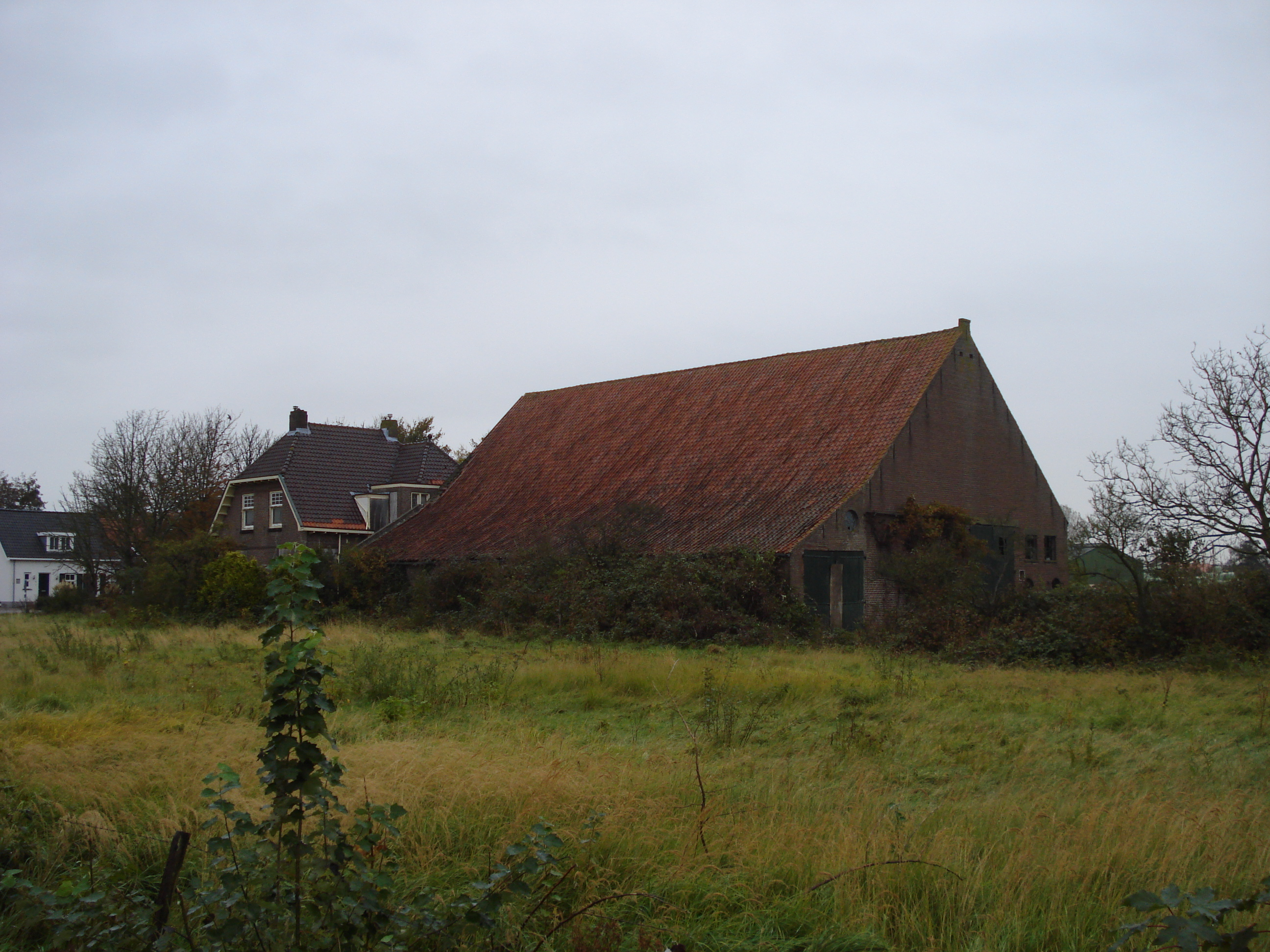
De boerderij gezien vanaf de Havenweg

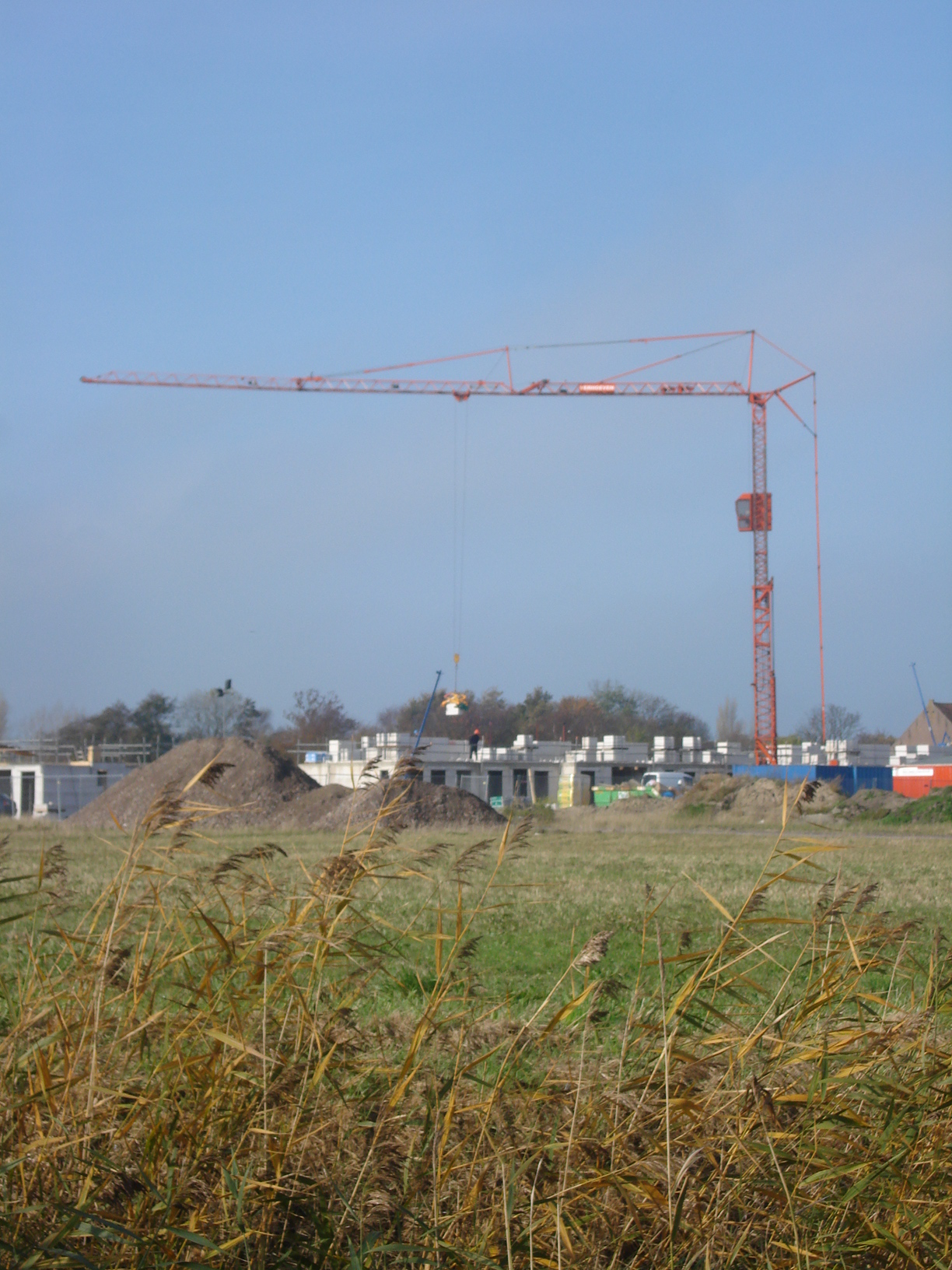
Werkzaamheden aan de naastliggende, gelijknamige wijk

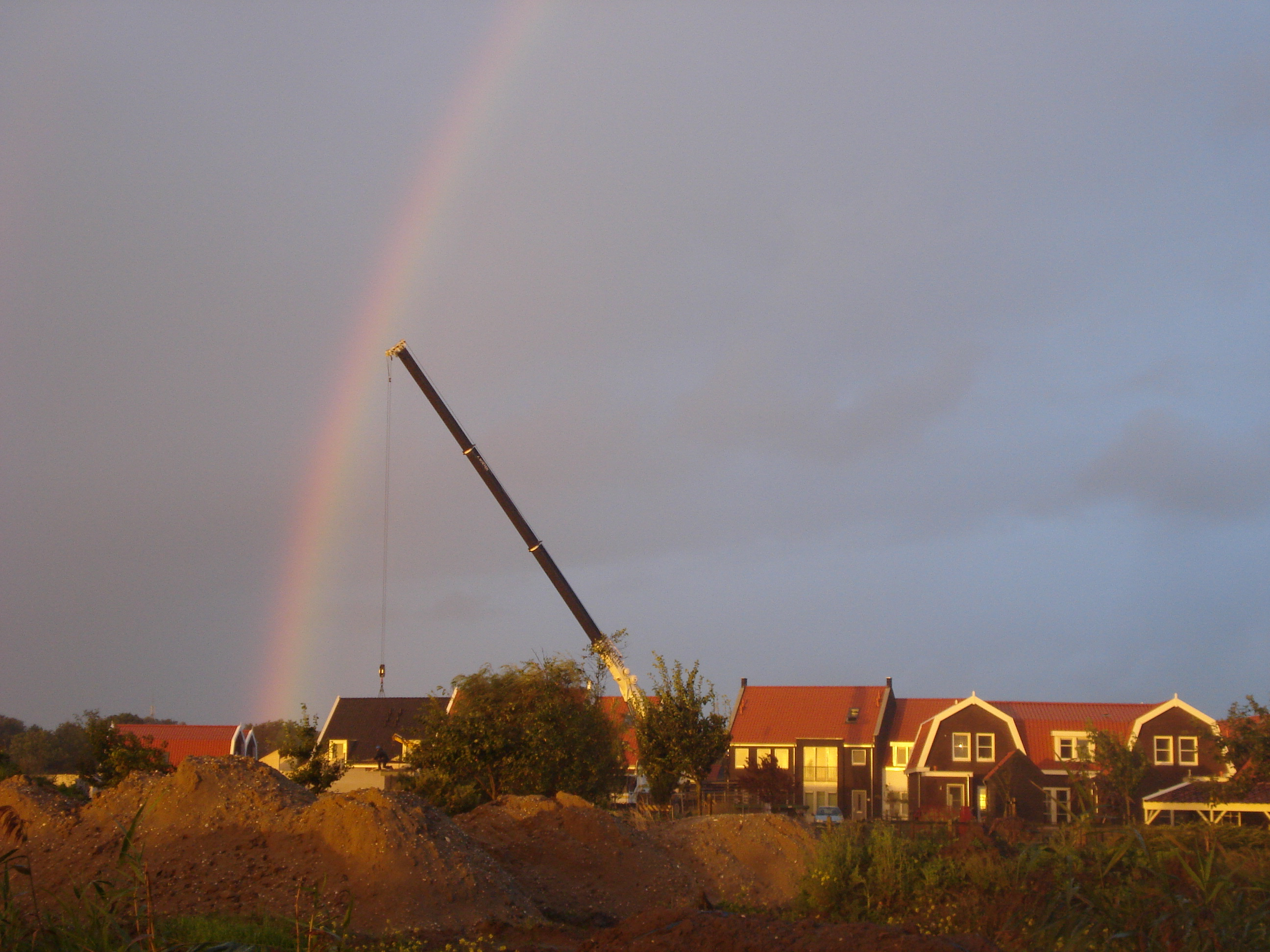
Nieuwbouw in 2012

Welgelegen is een oude boerderij in het dorp Ouddorp, in de Nederlandse provincie Zuid-Holland. De boerderij werd gebouwd in 1774 en is tot 2005 als zodanig in gebruik geweest door de familie Breen. Na een brand in 1920 is het woonhuis herbouwd. De 18e-eeuwse kelder is nog wel volledig intact en heeft een gemetseld tongewelf. Op de vloer liggen rode plavuizen en langs de randen een tweelaagse monochrome tegelplint met Bijbelse motieven.
In de Eerste Wereldoorlog hebben gevluchte Belgische soldaten hun toevlucht in de boerderij gezocht. Ze werkten op het land om aan de kost te komen. Nadat in 2005 de boerderij is verkocht aan een projectontwikkelaar dreigde sloop. Daarop is een actiecomité opgericht, waarop de gemeenteraad van Goedereede het gebouw aanwees als gemeentelijk monument.
Naar de boerderij is de naastliggende woonwijk Welgelegen genoemd, waarvan de bouw in 2011 is begonnen.